# Волкова, Софья Валерьевна
Софья Валерьевна Волкова (3 июля 1987, Москва, Россия) — российская спортсменка, выступающая в синхронном плавании, 5-кратная чемпионка мира,  Заслуженный мастер спорта России.

## Карьера
Родились в Москве. Окончила  школу № 1265 Юго-Западного административного округа города Москва.
В сборной команде России с 2007 по 2009 год.  Чемпионка мира (2007, 2009).
В настоящее время — руководит школой синхронного плавания в Москве.

## Награды и звания
- Заслуженный мастер спорта России
- Мастер спорта России международного класса